# Bagnolitryffel
Bagnolitryffel (Tuber mesentericum) är en svampart som beskrevs av Carlo Vittadini 1831. Bagnolitryffel tillhör släktet ädeltryfflar (Tuber) i familjen Tuberaceae, ordningen skålsvampar och divisionen sporsäckssvampar.
Arten förekommer i Europa. Den är ätlig, men räknas kulinariskt sett inte till de högst skattade tryfflarna, och är därför mindre eftersökt än dessa, till exempel perigordtryffel (Tuber melanosporum). Dess utbredning i Europa är därför till sin helhet inte lika välkänd som utbredningen för de mer eftersökta tryfflarna. Men den förekommer i många av de för tryffel kända länderna i kontinentala Europa, som Frankrike och Italien.
I Sverige är bagnolitryffeln rödlistad som sårbar och är endast påträffad på Gotland. I Danmark har den påträffats på två lokaler i Jylland.
Fruktkropparna blir upp till sju centimeter stora (vanligen 2-3 cm). Bagnolitryffeln skiljs lättast från sommartryffeln vid full spormognad då den luktar naftalen, medan sommartryffeln har en sötaktig, men angenäm, doft. Bagnolitryffelns gleba är marmorerad i vitt, sommartryffelns i gulvitt. Det enda säkra skiljetecknet anses dock vara sporstorleken.  Den fräna doften hos Bagnolitryffeln kan fås bort genom försiktig uppvärmning. Torkas tryffeln på det sättet blir doften mycket svagare och lite söt.

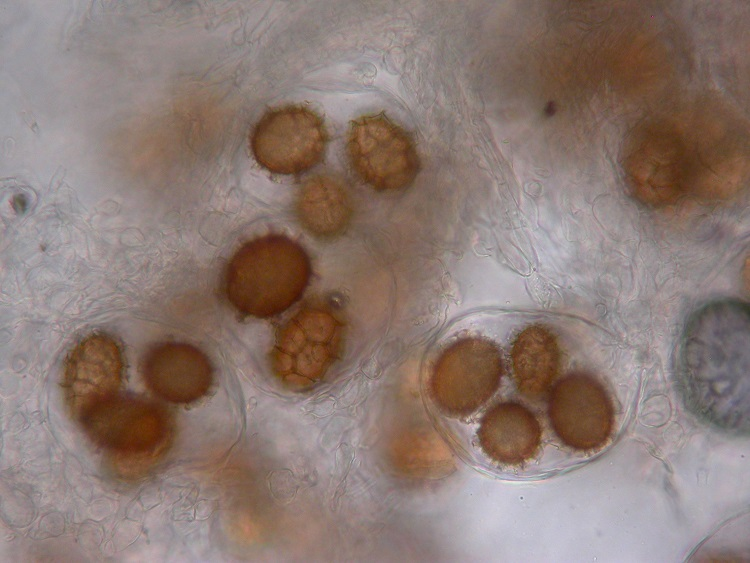
Bagnolitryffelns elliptiska sporer är gulbruna med nätådring och 28–33 x 20–23 µm stora.